# Équipe de France espoirs de football
Cet article traite de l'équipe masculine. Pour l'équipe féminine, voir Équipe de France féminine de football des moins de 21 ans.
Maillots
L'équipe de France espoirs de football est une sélection des meilleurs jeunes footballeurs français, constituée sous l'égide de la Fédération française de football (FFF). Elle prend part au championnat d'Europe espoirs, organisé tous les deux ans par l'UEFA. Ces joueurs sont surnommés les Bleuets.
L'âge limite pour participer au tournoi est de 21 ans au début de la phase de qualification. Depuis la réforme du tournoi olympique de football en 1992, la formation espoirs compose l'équipe de France olympique de football.

## Histoire

### Équipe des moins de 23 ans (1952-1976)
| Date : 21 mai 1957 · Lieu : Paris · Match : France Espoirs 7-1 Angleterre Espoirs · Buts français : Curyl 6e, Césari 31e, Piantoni 39e 75e, · Gaulion 54e, Domingo 74e, Kopa 90e. · Joueurs : Remetter - Colliot, Poitevin, Lemaître - Domingo, · Gaulon - Dereuddre, Piantoni - Kopa, Césari, Curyl. · Entraîneur : Albert Batteux |

L'équipe de France espoirs est créée en 1957, elle rassemble alors les joueurs âgés de moins de 23 ans. Le 22 mai 1957, au stade municipal de Paris, les premiers Espoirs français reçoivent l'Angleterre en match amical. Face à des joueurs déjà professionnels outre-Manche, les jeunes Tricolores sont dirigés par Albert Batteux, également entraîneur du Stade de Reims. Notamment emmenés par Raymond Kopa, élu homme du match, Piantoni ou Césari, les français impressionnent en s’imposant 7-1.
En 1967, Louis Dugauguez, alors sélectionneur de l'équipe de France A après avoir dirigé les Espoirs en 1954, déclare : « notre politique est de faire jouer au maximum tous ces jeunes espoirs qui ont ces formations réputées [car] nous croyons qu'en multipliant ces contacts internationaux et difficiles, nous pourrons les aguerrir et puis ensuite découvrir des talents nouveaux pour l'équipe de France A ».
Le premier Championnat d’Europe espoirs, disputé entre 1970 et 1972, est un échec pour les Bleuets sous la direction d’Henri Guérin. Opposés aux U23 de Bulgarie, Hongrie et Norvège, les Français comprenant Baratelli, Domenech, Trésor, Huck, Keruzoré, Chiesa ou encore Molitor, ne remportent pas la moindre victoire. La France obtient trois matchs nuls, dont deux contre la Norvège (4-4 et 0-0) pour trois défaites, cinq buts marqués et le double encaissé pour la dernière place du groupe 2 au premier tour.
Lors du premier tour du second Euro espoirs, joué entre 1972 et 1974, la France n'obtient qu'une seule victoire, 1-3 en Finlande.
À Alger, le 6 septembre 1975 lors des septièmes Jeux méditerranéens, la France parvient à se hisser en finale pour affronter l'hôte algérien qui aligne la sélection nationale militaire pour la représenter dans cette épreuve. Après une première défaite en phase de groupe, la sélection tricolore composée notamment de Platini, Rocheteau, Jean Fernandez, Pécout et Rouyer ne peut éviter une seconde défaite (3-2) à la suite d'un but de Rabah Menguelti dans les arrêts de jeu. La France repart avec la médaille d'argent.
Toujours coachés par Henri Guérin, les U23 parviennent à se qualifier pour leur premier quart de finale d'un Championnat d’Europe espoirs en avril 1976. Les Dropsy, Battiston, Lopez, Trésor, Bossis, Bathenay, Rampillon, Giresse, Zimako, Lacombe et Sarramagna poussent les futurs vainqueurs soviétiques aux tirs au but, perdant d’abord 1-2 puis gagnant 2-1 et ne s’inclinant qu’aux penaltys (3-3 tab 2-4).

### Période 1976-1982
En 1976, l'UEFA fait le constat que l'écart entre la catégorie de moins de 18 ans et les moins de 23 ans est trop importante. La limite d'âge passe à 21 ans,.
L'équipe de France est éliminée lors du tour de qualification du premier championnat d'Europe espoirs ouvert aux moins de 21 ans, disputé en 1978. Elle manque également la qualification lors de l'édition suivante, en 1980.

### Marc Bourrier: premier titre (1982-1993)
En 1982, les Français se qualifient pour le tournoi et sont battus en quart de finale par l'URSS. Le match aller se termine sur le score de 0-0 et les Soviétiques s'imposent 4-2 au retour.
La France est à nouveau quart de finaliste en 1984. Opposés au futur vainqueur de l'épreuve, l'Angleterre, les espoirs français s'inclinent lourdement au match aller sur le score de 6-1. L'Anglais Mark Hateley inscrit quatre buts au cours de la rencontre, et marque de nouveau au match retour, remporté 1-0 par l'Angleterre. Les « Bleuets » atteignent une nouvelle fois les quarts de finale lors de l'édition suivante, en 1986. Ils s'inclinent par deux fois sur le score de 3-1 devant l'Espagne, qui par la suite remporte le tournoi.
En 1988, Marc Bourrier et les « Bleuets » remportent leur premier trophée, le championnat d'Europe espoirs 1988. L'équipe prenant part à ce tournoi est composée de joueurs nés en 1965-1966, qui pour certains sont ensuite sélectionnés en équipe de France A : Bruno Martini, Laurent Blanc, Jocelyn Angloma, Alain Roche, Franck Sauzée, Vincent Guérin et Éric Cantona,. Elle se qualifie en terminant en tête de son groupe devant la RDA durant les éliminatoires. Pour atteindre la finale, ils battent les Italiens en quart de finale (2-1 à Nancy et 2-2 en Italie). En demi-finale face à l'Angleterre, la France l'emporte 4-2 au match aller. Lors du match retour disputé au stade d'Highbury, un doublé de Cantona, répond à l'ouverture du score par Paul Gascoigne, permettant aux espoirs français d'obtenir un match nul (2-2) et la qualification. La finale les oppose à la Grèce. Après avoir concédé un match nul 0-0 à l'aller à Athènes, les « Bleuets » s'imposent au retour à Besançon sur le score de 3-0, grâce à un but de Franck Silvestre et à un doublé de Sauzée,.
Lors des deux éditions suivantes, en 1990 et 1992, la France est devancée respectivement par la Yougoslavie et la Tchécoslovaquie au cours des éliminatoires, et ne peut prendre part au tournoi final,.

### Raymond Domenech: record de longévité (1993-2004)

#### Avec les futurs champions du monde 98
Raymond Domenech succède à Marc Bourrier en 1993. Ses « Bleuets » atteignent les demi-finales du Championnat d'Europe espoirs 1994. Cette génération, dont les joueurs sont nés en 1971-1972, compte dans ses rangs les futurs champions du monde 1998 : Christophe Dugarry, Lilian Thuram et Zinédine Zidane. Claude Makelele, bien que né en 1973, est surclassé pour jouer en espoirs. Après un match nul 0-0, les Français sont éliminés aux tirs au but par l'équipe d'Italie, futur vainqueur de l'épreuve.
Les deux équipes se retrouvent au même stade de la compétition au cours de l'édition 1996. La sélection française est composée de joueurs nés en 1973-1974, notamment les futurs champions du monde ou d'Europe 2000 : Vincent Candela, Robert Pirès et Sylvain Wiltord. Patrick Vieira, né en 1976, les accompagne. L'Italie s'impose de nouveau grâce à un but de Francesco Totti, puis remporte la finale face à l'Espagne. Les Espoirs français sont néanmoins qualifiés pour le tournoi de football des Jeux olympiques de 1996. Alors porté par le jeune Florian Maurice, meilleur buteur de l'équipe tricolore, la France est éliminé en quarts de finale par le Portugal après prolongations.
En 1998, la France termine deuxième de son groupe lors des éliminatoires de l'Euro et manque la qualification pour le tournoi final. La génération 1975-1976 compte plusieurs futurs internationaux, dont Ludovic Giuly, Laurent Robert et Patrick Vieira. Thierry Henry et David Trezeguet, nés en 1977, ainsi que le gardien Mickaël Landreau, né en 1979, sont surclassés pour évoluer à leurs côtés.

#### Seconde finale européenne de l'histoire
Durant le tour de qualification de l'édition 2000, l'équipe de France termine première de son groupe et est opposée à l'équipe d'Italie en barrage. Les espoirs nés en 1977-1978 comptent dans leurs rangs les futurs champions du monde Henry et Trezeguet, ainsi que Willy Sagnol et Mikaël Silvestre. Nicolas Anelka et Zoumana Camara, nés en 1979, font partie des joueurs surclassés. Les espoirs italiens l'emportent en prolongation lors du match retour, disputé à Tarente, et se qualifient pour la phase finale aux dépens des « Bleuets ».
En 2002, l'équipe de France devance l'Espagne au cours des éliminatoires, et se qualifie face à la Roumanie lors des barrages. Parmi les joueurs nés en 1979-1980 participant à l'édition 2002, figurent notamment les futurs internationaux Jean-Alain Boumsong, Julien Escudé et Sidney Govou. Djibril Cissé et Philippe Mexès, nés respectivement en 1981 et 1982, apparaissent en tant que joueurs surclassés,. Vainqueurs de la Suisse en demi-finale, les « Bleuets » sont ensuite opposés à la République tchèque. Après un match nul 0-0 en finale, les espoirs tchèques remportent l'épreuve lors de la séance de tirs au but.
La génération 1981-1982 dispute les éliminatoires de l'Euro 2004. L'équipe est composée des futurs internationaux Djibril Cissé, Patrice Évra et Philippe Mexès. Anthony Le Tallec et Florent Sinama-Pongolle, nés en 1984, font partie des joueurs surclassés,. La France termine en tête de son groupe de qualification devant Chypre et est éliminée en barrages par le Portugal. Les espoirs français l'emportent 2-1 au match aller, mais s'inclinent sur le même score au retour, après l'expulsion de Djibril Cissé. Aucun but n'est inscrit en prolongation et le Portugal de Cristiano Ronaldo s'impose finalement aux tirs au but.
Raymond Domenech exerce la fonction de sélectionneur des espoirs jusqu'en 2004. Resté en poste durant onze ans, il dirige tous les Espoirs français nés entre 1971 et 1981 et devient le sélectionneur le plus capé des Bleuets.

### René Girard (2004-2008)
Raymond Domenech est nommé sélectionneur de l'équipe de France A en juillet 2004. René Girard lui succède alors à la tête des espoirs.
Les « Bleuets » de la génération 1983-1984 disputent le championnat d'Europe espoirs 2006. Ils comptent notamment dans leurs rangs les futurs internationaux A Rio Mavuba et Jérémy Toulalan, ainsi que Franck Ribéry, Lassana Diarra, Gaël Clichy et Bacary Sagna. Jimmy Briand et Steve Mandanda, nés en 1985, intègrent le groupe en tant que joueurs surclassés. L'équipe de France atteint les demi-finales en battant le Portugal, l'Allemagne et la Serbie. Malgré des buts de Julien Faubert et Bryan Bergougnoux, les « Bleuets » sont éliminés par les Pays-Bas sur le score de 3-2 après prolongations. Les néerlandais s'imposent ensuite en finale face à l'Ukraine.
Parmi les joueurs nés à partir de 1984, engagés dans la campagne qualificative pour l'Euro espoirs 2007, figurent notamment Jimmy Briand, Yoan Gouffran et Steve Mandanda. Karim Benzema et Samir Nasri, nés en 1987, intègrent le groupe en tant que joueurs surclassés. Durant les éliminatoires, les Français remportent leur groupe en s'imposant face à l'Écosse et la Slovénie. Lors des barrages, disputés en octobre 2006 face à l'équipe d'Israël, ils concèdent un match nul 1-1 à l'aller et sont battus sur le score de 1-0 au retour. Ce revers les empêche de prendre part à l'Euro, ainsi qu'au tournoi de football des JO de Pékin.
Les joueurs nés à partir de 1986 prennent part aux éliminatoires de l'Euro espoirs 2009. La sélection compte dans ses rangs Abou Diaby, Yoann Gourcuff et Hugo Lloris. La qualification pour l'Euro 2009 est hypothéquée par une défaite face au Pays de Galles. En avril 2008, la FFF annonce le remplacement de René Girard par Erick Mombaerts.

### Erick Mombaerts: deux échecs en éliminatoires de l'Euro (2008-2012)
Erick Mombaerts prend ses fonctions en août 2008, alors que la phase de qualification pour l'Euro 2009 n'est pas terminée. Selon le directeur technique national, Gérard Houllier : « l'objectif est de démarrer un nouveau cycle dès le mois d'août pour nous qualifier pour l'Euro 2011 ». Finalement, la France se qualifie pour les barrages grâce à des circonstances favorables[Lesquelles ?]. Elle perd en barrage 2-1 contre l'Allemagne qui deviendra championne d'Europe espoirs, neuf mois plus tard.

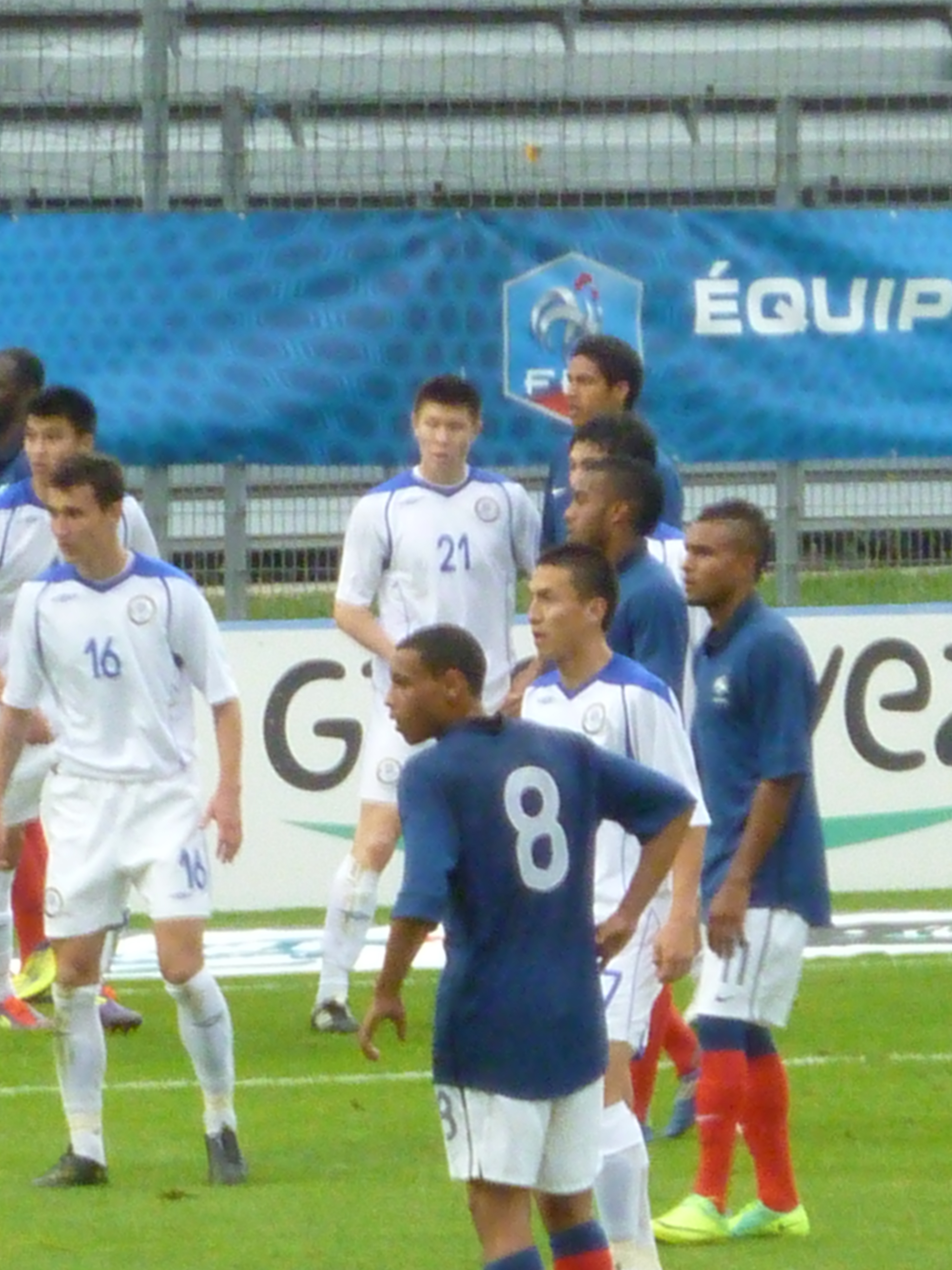
France-Kazakhstan à Clermont-Ferrand dans un match qualificatif pour lEuro 2013.

Erick Mombaerts est démis de ses fonctions le 18 octobre 2012, à la suite de la non-qualification des Bleuets a l'Euro espoirs de 2013, ternie par la virée nocturne de cinq d'entre eux : Yann M'Vila, Antoine Griezmann, Chris Mavinga, M'Baye Niang et Wissam Ben Yedder,.

### Willy Sagnol puis Pierre Mankowski (2013-2016)
Durant l'été 2013, Willy Sagnol est nommé sélectionneur des espoirs après avoir dirigé les U20 français. Le 8 août 2013, le 1er groupe convoqué par Sagnol s'appuie notamment sur les U20, champions du Monde, et les U19, vice-champions d'Europe mais aussi sur certains joueurs emmenés en juin précédent au Tournoi de Toulon. La sélection joue son premier match en amical le 13 août 2013 face à l'Allemagne à Fribourg (0-0). Elle entame sa campagne de qualifications à l'Euro 2015 le 5 septembre contre le Kazakhstan. Très vite[Quand ?], Willy Sagnol est sollicité par de nombreux clubs français. Il signe finalement aux Girondins de Bordeaux.
Sélectionneur des U18 français depuis quatre ans, Pierre Mankowski reprend la sélection U21 à l'été 2014. Son mandat commence sous la pression, puisque l'équipe doit disputer en octobre 2014 les barrages de qualification pour l'Euro 2015 en République tchèque. Opposés à la Suède, les Bleuets s'imposent 2-0 au Mans à l'aller grâce à Florian Thauvin et Geoffrey Kondogbia mais s'inclinent 4-1 au retour. La réduction du score de Layvin Kurzawa à la 87e minute qualifie les Bleuets. Une polémique éclate après que le buteur français chambre vivement ses adversaires par un salut militaire. Surtout que, sur l'engagement, Oscar Lewicki marque un ultime but qui qualifie son équipe pour l'Euro 2015 et des Jeux olympiques de 2016. Un temps sur le départ, Pierre Mankowski est finalement maintenu dans ses fonctions. Le 12 novembre, en match amical, les espoirs sont tenus en échec en Italie (1-1) avant de s'imposer le 17 novembre face à l'Angleterre (3-2) grâce notamment à un doublé de Yaya Sanogo.

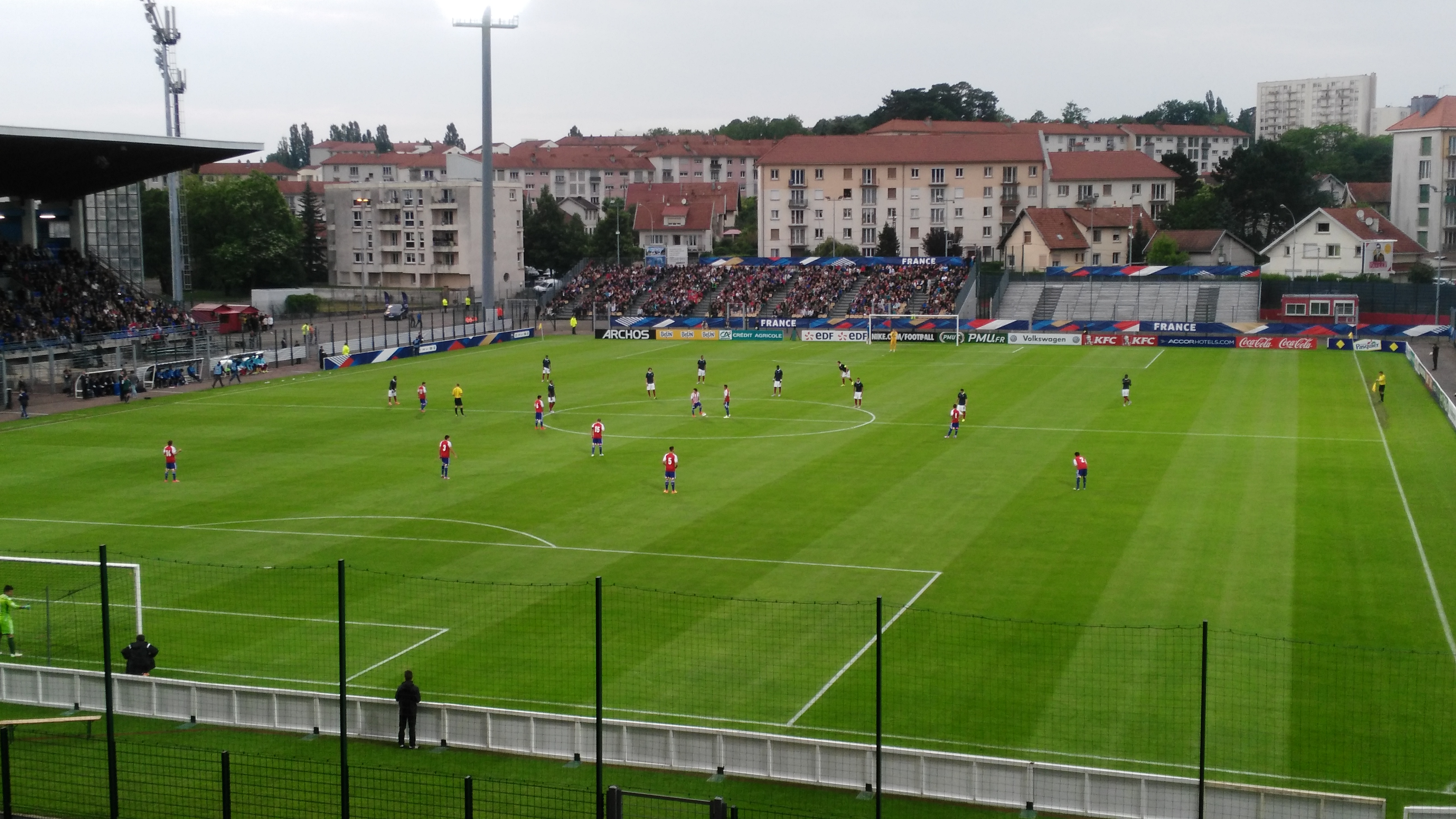
Match amical France-Paraguay à Besançon le 16 juin 2015.

Lors des éliminatoires de l'Euro 2017, l'équipe de France ne parvient pas à se qualifier, terminant deuxième derrière la Macédoine.

### Sylvain Ripoll: retour à l'Euro et aux JO (2017-2023)
Le 11 mai 2017, Sylvain Ripoll est nommé sélectionneur des Espoirs après le licenciement de Pierre Mankowski. Son objectif principal est de qualifier les Bleuets pour l'Euro 2019. Les espoirs français sont alors absents du tournoi européen depuis 2006.

#### Euro 2019: qualification réussie et retour aux JO
Plusieurs joueurs champions d'Europe U19 en 2016 et participants à la Coupe du monde U20 de 2017 sont convoqués. La nouvelle génération de joueurs nés 1996-1997 est appelée par le nouveau sélectionneur, plusieurs joueurs nés en 1998-1999 comme Yann Karamoh, Kelvin Amian, Malang Sarr et Jonathan Ikoné sont également retenus. L'ancien entraîneur du FC Lorient commence son mandat avec une victoire face à l'Albanie en match amical le 6 juin 2017 (3-0) avec un doublé de Lys Mousset et un but de Jordan Siebatcheu.
Pour les éliminatoires, la France hérite d'un groupe composé de la Slovénie, du Kazakhstan, du Luxembourg, de la Bulgarie et du Monténégro. Les Tricolores doivent finir premiers du groupe pour se qualifier. La France débute bien en remportant son match d'entrée face au Kazakhstan (4-1), grâce notamment à un triplé de Martin Terrier, entré en jeu. Les Tricolores enchaînent avec une victoire face au Monténégro (2-1). Au Luxembourg, menés 0-2, ils renversent le match en s'imposant 3-2, avant de battre la Bulgarie (3-0). Quatre jours plus tard, un triplé de Moussa Dembélé donne la victoire aux Bleuets. Ils enchaînent trois victoires consécutives à l'extérieur, au Kazakhstan (3-0), au Monténégro (2-0) et en Bulgarie (1-0). Enfin, la France bat le Luxembourg (2-0) avant de terminer sa campagne de qualification face à la Slovénie (1-1), leur seul match nul après neuf victoires.

La France finit donc sur neuf victoires et un match nul en dix matchs, avec une différence de buts de +18. Les meilleurs buteurs de l'équipe auront été Martin Terrier et Moussa Dembélé avec 5 réalisations chacun.
La France, qualifiée pour l'Euro grâce à un parcours presque parfait en qualifications, est placée dans le groupe C. Elle y affronte l'Angleterre, la Roumanie et la Croatie. Les Bleuets débutent par une victoire face à l'Angleterre (2-1). Après avoir manqué deux pénaltys, ils sont menés (0-1) à deux minutes de la fin du temps réglementaire, mais Jonathan Ikoné égalise à la 89e minute (1-1), et Aaron Wan-Bissaka donne la victoire aux Français sur un but contre son camp à la dernière minute du temps additionnel (2-1). Après une nouvelle victoire contre la Croatie (1-0) et un match nul contre la Roumanie (0-0), la France termine meilleure deuxième et se qualifie pour les demi-finales de l'Euro ainsi que pour le Tournoi masculin de football aux Jeux olympiques d'été de 2020, une première française depuis les JO d'Atlanta 1996.
Les Bleuets quittent le tournoi en demi-finale sur une défaite (4-1) face à l'Espagne, futur vainqueur, malgré l'ouverture du score sur un penalty de Jean-Philippe Mateta.

#### Second Euro consécutif en 2021
La France se qualifie pour la seconde fois consécutive au Championnat d'Europe lors de l'édition 2021. En raison de la pandémie de Covid-19, l'Euro espoirs 2021 est joué avant les JO de Tokyo. En raison de la concurrence avec l'Euro 2020, lui aussi reporté, la phase de groupes est jouée en mars et la phase finale début juin. Dans le groupe C, les Bleuets commencent par une défaite face au Danemark, mais s'imposent ensuite face à la Russie et à l'Islande. Seconds du groupe C derrière le Danemark, les Bleuets sont sortis dès les quarts de finale par les Pays-Bas (2-1).

### Nomination de Thierry Henry puis de Gérald Baticle (2023-)
Le 21 août 2023, Thierry Henry est nommé sélectionneur de l'équipe de France espoirs, succédant ainsi à Sylvain Ripoll. Il s'occupe également de l'équipe de France olympique en vue des Jeux de Paris 2024,. Son élection est votée à l'unanimité face au finaliste Sabri Lamouchi. Gérald Baticle devient son adjoint et Gaël Clichy rejoint son staff,. Lors des Jeux Olympiques de Paris 2024 où elle était qualifiée en tant que pays organisateur, la France atteint la finale, battue 5-3 en prolongations par l'Espagne. Les Bleuets de Thierry Henry avaient éliminé l'Argentine en quart de finale puis l'Égypte en demi-finale. Le 19 août 2024, Thierry Henry annonce mettre un terme à son contrat qui courait jusqu’en juin 2025, pour des raisons qui lui sont personnelles,,.
Le 23 août 2024, Gérald Baticle est nommé sélectionneur de l'équipe de France espoirs pour une durée d'un an, soit jusqu’en juillet 2025,,. Le 20 juin 2025, le contrat de Gérard Baticle est prolongé jusqu'en juillet 2027,.

## Palmarès

### Titres et trophées
Le palmarès européen de l'équipe de France espoirs est mince avec un titre remporté en 1988, puis une finale perdue en 2002.
- Jeux olympiques
  - Vainqueur : 1984.
  - Finaliste : 2024.
- Championnat d'Europe espoirs (1)
  - Vainqueur : 1988.
  - Finaliste : 2002.
  - Demi-finaliste en 1994 (4e), 1996 (3e), 2006 (4e) et 2019.

### Parcours à l'Euro et aux JO
Absente de la première édition en 1967, la France participe à toutes les campagnes du Championnat d’Europe espoirs. Lors des huit premières éditions, les Tricolores sont éliminés dès les phases de poules (à quatre reprises) ou lors des quarts de finale. Il faut attendre 1988 pour voir la France de Marc Bourrier triompher dans l’épreuve. Il faut attendre 2002 pour voir les Bleuets atteindre la finale pour la seconde fois, perdue aux tirs au but face à la République tchèque avec Raymond Domenech à leur tête. Ils échouent également à quatre reprises en demi-finales (1994, 1996, 2006 et 2019).
| Tour atteint | Groupe | Barrage | Quart de finale | Demi-finale | Finaliste | Vainqueur |
| ------------ | ------ | ------- | --------------- | ----------- | --------- | --------- |
| Nombre       | 9      | 6       | 5               | 5           | 1         | 1         |

| Parcours à l'Euro et aux JO par année | Parcours à l'Euro et aux JO par année | Parcours à l'Euro et aux JO par année                                  |
| Année                                 | Euro espoirs                          | Jeux olympiques                                                        |
| ------------------------------------- | ------------------------------------- | ---------------------------------------------------------------------- |
| 1972                                  | non qualifiée                         | La France est représentée par l'équipe de France olympique avant 1992. |
| 1974                                  | non qualifiée                         | La France est représentée par l'équipe de France olympique avant 1992. |
| 1976                                  | quart de finale                       | La France est représentée par l'équipe de France olympique avant 1992. |
| 1978                                  | non qualifiée                         | La France est représentée par l'équipe de France olympique avant 1992. |
| 1980                                  | non qualifiée                         | La France est représentée par l'équipe de France olympique avant 1992. |
| 1982                                  | quart de finale                       | La France est représentée par l'équipe de France olympique avant 1992. |
| 1984                                  | quart de finale                       | La France est représentée par l'équipe de France olympique avant 1992. |
| 1986                                  | quart de finale                       | La France est représentée par l'équipe de France olympique avant 1992. |
| 1988                                  | Vainqueur                             | La France est représentée par l'équipe de France olympique avant 1992. |
| 1990                                  | non qualifiée                         | La France est représentée par l'équipe de France olympique avant 1992. |
| 1992                                  | non qualifiée                         | Non qualifiée                                                          |
| 1994                                  | Demi-finaliste (4e)                   | -                                                                      |
| 1996                                  | Demi-finaliste (3e)                   | Quarts de finale                                                       |
| 1998                                  | non qualifiée                         | -                                                                      |
| 2000                                  | barragiste                            | Non qualifiée                                                          |
| 2002                                  | Finaliste                             | -                                                                      |
| 2004                                  | barragiste                            | Non qualifiée                                                          |
| 2006                                  | Demi-finaliste                        | -                                                                      |
| 2007                                  | barragiste                            | -                                                                      |
| 2008                                  | -                                     | Non qualifiée                                                          |
| 2009                                  | barragiste                            | -                                                                      |
| 2011                                  | non qualifiée                         | -                                                                      |
| 2012                                  | -                                     | Non qualifiée                                                          |
| 2013                                  | barragiste                            | -                                                                      |
| 2015                                  | barragiste                            | -                                                                      |
| 2016                                  | -                                     | Non qualifiée                                                          |
| 2017                                  | non qualifiée                         | -                                                                      |
| 2019                                  | Demi-finaliste                        | -                                                                      |
| 2020                                  | -                                     | Premier tour                                                           |
| 2021                                  | Quart de finaliste                    | -                                                                      |
| 2023                                  | Quart de finaliste                    | -                                                                      |
| 2024                                  | -                                     | Finaliste                                                              |
| 2025                                  | Demi-finaliste                        | -                                                                      |

## Personnalités

### Sélectionneurs
| Nom              | Période           | Durée  |
| ---------------- | ----------------- | ------ |
| Henri Guérin     | 1959-62 & 1968-78 | 13 ans |
| Raymond Domenech | 1993 à 2004       | 11 ans |
| Sylvain Ripoll   | 2017 à 2023       | 6 ans  |
| René Girard      | 2004 à 2008       | 4 ans  |
| Erick Mombaerts  | 2008 à 2012       | 4 ans  |

Le 22 mai 1952, Albert Batteux, alors entraîneur-joueur du Stade de Reims, encadre la première équipe de France espoirs face à l'Angleterre pour une victoire 7-1. Il faut attendre 1954-1955 pour voir à nouveau la sélection des moins de 23 ans tricolores, emmenée par Louis Dugauguez, futur sélectionneur de l'équipe de France A, puis Pierre Pibarot en 1956. Entraîneur et tacticien des A français de 1951 à 1954 auprès du sélectionneur Gaston Barreau, Pibarot devient ensuite le premier instructeur national de la Fédération. Les sélections de jeunes sont alors sous sa responsabilité. Barreau est ensuite mentionné comme entraîneur des espoirs entre 1956 et 1958, année de son décès.
Entre 1959 et 1962, Henri Guérin devient entraîneur des moins de 23 ans français alors qu'il est entraîneur du Stade Rennais UC, puis de l'AS Saint-Étienne la dernière saison. Il devient ensuite entraîneur puis sélectionneur de l'équipe de France A de 1962 à 1966.
Successeur de Pierre Pibarot au poste d'instructeur national à la Fédération française de football en 1958, comme responsable de la méthodologie de l'enseignement aux entraîneurs et de leur formation, Georges Boulogne entraîne successivement les équipes de France juniors, amateurs et B. En 1962, il est mentionné comme entraîneur des Espoirs français. L'ex-international Lucien Jasseron est mentionné à la tête des moins de 23 ans tricolores en 1965-1966, de même que l'ancien monégasque Henri Biancheri l'année suivante.
Déjà responsable des moins de 23 ans français entre 1959 et 1962, Henri Guérin devient le premier entraîneur à retrouver une seconde fois la tête des Espoirs tricolores, en 1968. Il est à la tête de la sélection lorsque la limite d'âge passe à 21 ans en 1976 et remporte le Tournoi international de Toulon l'année suivante. Il assure la responsabilité des équipes de France espoirs de 1968 à 1978.
Membre de la première Direction technique nationale de la FFF, en compagnie de Henri Guérin, Michel Hidalgo et Gaby Robert, sous la direction de Georges Boulogne, Jack Braun est entraîneur des Espoirs de 1979 à 1981 ou 1982. Joseph Mercier est mentionné comme entraîneur de la sélection en mars 1982, pour le Championnat d'Europe.
Entraîneur de l'Olympique avignonnais, Marc Bourrier rejoint l'encadrement de la sélection française A comme adjoint de Michel Hidalgo en 1976. À partir de 1982, ou août 1983, il cumule le rôle de sélectionneur des espoirs à qui il permet d'être sacré champion d’Europe pour la première fois en 1988. Il remporte aussi le Tournoi de Toulon à quatre reprises (1984, 1985, 1988 et 1989).
En juillet 1993, Raymond Domenech devient sélectionneur des moins de 21 ans français. Lors de l'Euro espoirs 1994, sa première compétition majeure avec les Bleuets, il échoue en demi-finale contre l’Italie (0-0 t.a.b 5-3). Même résultat au même stade de la compétition face au même adversaire deux ans plus tard. Manquant les éditions de 1998, 2000 et 2004 à la suite de défaites en barrages, Domenech et la génération des Govou, Cissé et Mexès échouent aux tirs au but en finale contre la République tchèque (0-0, 3-1 aux t.a.b). Entre 1993 à 2004, Domenech a sous ordres quelques uns des plus grands talents du football français. De Zidane à Evra, en passant par Henry, Trezeguet ou encore Vieira, le sélectionneur des Espoirs a eu à sa disposition des effectifs denses mais ne remporte aucun titre majeur et seulement deux tournois de Toulon. Domenech compte 49 victoires en 93 matchs et est nommé sélectionneur de l'Équipe de France A le 12 juillet 2004. Il mène les Bleus en finale de la Coupe du monde 2006, puis en phase finale de l'Euro 2008 et de la Coupe du monde 2010.
Sélectionneur des U19 puis des U16 français les deux saisons précédentes, René Girard prend la tête des Espoirs à l'été 2004. Il remporte le Tournoi de Toulon 2005 puis est licencié en 2008, après 28 victoires en 49 matchs, refusant sa réaffectation à une autre sélection par le directeur technique national, Gérard Houllier.
En poste sur la sélection nationale des moins de 18 ans lors de la saison 2007-2008, Erick Mombaerts conduit l'équipe de France espoirs à partir d'août 2008. Son équipe rate trois fois consécutivement sa qualification pour l'Euro et Mombaerts annonce sa démission du poste de sélectionneur des Espoirs.
Arrivé à la tête des U20 tricolores pour le Tournoi de Toulon 2013, Willy Sagnol se voit confier les Espoirs au début de saison suivante. Invaincu en neuf matchs et comptant uniquement des victoires en éliminatoires de l'Euro 2015, Sagnol rejoint les Girondins de Bordeaux dès juin 2014. Eric Carrière, ancien international A et consultant sur Canal+, et Rémi Garde, ex-entraîneur de Lyon, sont tout d'abord sondés pour le remplacer.
Adjoint de Domenech de 2004 à 2010 avec les A, puis sélectionneur champion du monde des U20 2013 et souhaitant déjà le poste l'été précédent, Pierre Mankowski est nommé sélectionneur des Espoirs fin juin 2014. Le président de la FFF Noël Le Graët lui fixe comme objectif « de nommer un nouveau staff pour préparer les barrages de l'Euro 2015, jouer le Championnat d'Europe et essayer de se qualifier pour les JO ».
Nommé en mai 2017, Sylvain Ripoll devient le seizième sélectionneur différents des Espoirs français (avec les deux passages de Guérin et Braun). Son objectif de qualifier les Bleuets pour l'Euro 2019, une première depuis 2006, est atteint. Il encadre l'équipe de France olympique remaniée aux JO de Tokyo.
| Liste des sélectionneurs des espoirs, | Liste des sélectionneurs des espoirs, | Liste des sélectionneurs des espoirs, | Liste des sélectionneurs des espoirs, | Liste des sélectionneurs des espoirs, | Liste des sélectionneurs des espoirs, | Liste des sélectionneurs des espoirs, | Liste des sélectionneurs des espoirs, | Liste des sélectionneurs des espoirs,                                           |
| #                                     | Période                               | Nom                                   | M                                     | V                                     | N                                     | D                                     | %v                                    | Titres (ou performances)                                                        |
| ------------------------------------- | ------------------------------------- | ------------------------------------- | ------------------------------------- | ------------------------------------- | ------------------------------------- | ------------------------------------- | ------------------------------------- | ------------------------------------------------------------------------------- |
| 1                                     | 1952                                  | Albert Batteux                        | 1                                     | 1                                     | -                                     | -                                     | 100                                   |                                                                                 |
| 2                                     | 1954-1955                             | Louis Dugauguez ou Alexis Thépot      |                                       |                                       |                                       |                                       |                                       |                                                                                 |
| 3                                     | 1956                                  | Pierre Pibarot                        |                                       |                                       |                                       |                                       |                                       |                                                                                 |
| -                                     | 1956 à 1958                           | Gaston Barreau                        |                                       |                                       |                                       |                                       |                                       |                                                                                 |
| 4                                     | 1959 à 1962                           | Henri Guérin                          |                                       |                                       |                                       |                                       |                                       |                                                                                 |
| 5                                     | 1962 à 1964                           | Georges Boulogne                      |                                       |                                       |                                       |                                       |                                       |                                                                                 |
| 6                                     | 1965-1966                             | Lucien Jasseron                       |                                       |                                       |                                       |                                       |                                       |                                                                                 |
| 7                                     | 1967                                  | Henri Biancheri                       |                                       |                                       |                                       |                                       |                                       |                                                                                 |
| 8                                     | 1968 à 1978                           | Henri Guérin (2)                      |                                       |                                       |                                       |                                       |                                       | Tournoi de Toulon 1977                                                          |
| 9                                     | 1979-1981                             | Jack Braun                            |                                       |                                       |                                       |                                       |                                       |                                                                                 |
| 10                                    | mars 1982                             | Joseph Mercier                        |                                       |                                       |                                       |                                       |                                       |                                                                                 |
| 11                                    | avril 1982 à août 1982                | Jack Braun (2)                        |                                       |                                       |                                       |                                       |                                       |                                                                                 |
| 12                                    | août 1982 à juillet 1993              | Marc Bourrier                         | 32+                                   | 15+                                   | 10+                                   | 7+                                    | ± 47%                                 | Euro 1988 - Tournois de Toulon 1984, 1985, 1988 et 1989 Champion olympique 1984 |
| 13                                    | juillet 1993 à juin 2004              | Raymond Domenech                      | 93                                    | 59                                    | 23                                    | 11                                    | 63%                                   | Tournois de Toulon 1997 et 2004 (3e de l'Euro 1996 - finaliste de l'Euro 2002)  |
| 14                                    | juillet 2004 à avril 2008             | René Girard                           | 49                                    | 28                                    | 13                                    | 8                                     | 57%                                   | Tournoi de Toulon 2005                                                          |
| 15                                    | août 2008 à octobre 2012              | Erick Mombaerts                       | 46                                    | 27                                    | 11                                    | 8                                     | 59%                                   |                                                                                 |
| 16                                    | juillet 2013 à juin 2014              | Willy Sagnol                          | 9                                     | 7                                     | 2                                     | -                                     | 78%                                   |                                                                                 |
| 17                                    | juillet 2014 à 2016                   | Pierre Mankowski                      | 25                                    | 17                                    | 5                                     | 3                                     | 68%                                   |                                                                                 |
| 18                                    | mai 2017 à juillet 2023               | Sylvain Ripoll                        | 60                                    | 39                                    | 8                                     | 7                                     | 70%                                   |                                                                                 |
| 19                                    | août 2023 à août 2024                 | Thierry Henry                         | 4                                     | 4                                     | 0                                     | 0                                     | 100%                                  | Vice-Champion Olympique                                                         |
| 20                                    | depuis août 2024                      | Gérald Baticle                        | 14                                    | 8                                     | 4                                     | 2                                     | 57%                                   | Vice-Champion Olympique                                                         |
| mise à jour : 25 juin 2025            |                                       |                                       |                                       |                                       |                                       |                                       |                                       |                                                                                 |

### Joueurs notables
Recordman Sélections
| Nombre de sélections | Joueurs                 | Poste |
| 46                   | Mickaël Landreau        | G     |
| 37                   | Florent Sinama-Pongolle | A     |
| 31                   | Amine Gouiri            | A     |
| 28                   | Anthony Le Tallec       | A     |
| 27                   | Stéphane Dalmat         | M     |
| 26                   | Arnaud Kalimuendo       | A     |
| 26                   | Peguy Luyindula         | A     |
| 26                   | Jérémy Berthod          | D     |
| 26                   | Olivier Sorlin          | M     |
| 26                   | Sebastien Corchia       | D     |
| 25                   | Moussa Dembélé          | A     |
| 24                   | Lucas Tousart           | M     |
| 24                   | Yoann Gouffran          | A     |
| 24                   | Maxence Caqueret        | M     |
| 24                   | Blaise Matuidi          | M     |

| Rang | Joueur                  | Période   | Buts |
| ---- | ----------------------- | --------- | ---- |
| 1    | Odsonne Édouard         | 2019-2021 | 17   |
| 2    | Peguy Luyindula         | 1999-2002 | 16   |
| 3    | Sébastien Haller        | 2013-2016 | 13   |
| 3    | Rayan Cherki            | 2021-     | 13   |
| 3    | Moussa Dembélé          | 2016-2019 | 13   |
| 6    | Amine Gouiri            | 2019-2023 | 12   |
| 7    | Anthony Le Tallec       | 2002-2006 | 11   |
| 7    | Arnaud Kalimuendo       | 2020-     | 11   |
| 9    | David Trézéguet         | 1997-1999 | 10   |
| 9    | Nicolas Ouédec          | 1992-1994 | 10   |
| 11   | Paul-Georges Ntep       | 2013-2014 | 9    |
| 11   | Bryan Bergougnoux       | 2004-2006 | 9    |
| 11   | Steed Malbranque        | 2000-2002 | 9    |
| 11   | Jimmy Briand            | 2005-2006 | 9    |
| 11   | Olivier Sorlin          | 1999-2002 | 9    |
| 11   | Florent Sinama-Pongolle | 2002-2006 | 9    |

Mickaël Landreau est le joueur le plus sélectionné avec 46 capes et Odsonne Édouard le meilleur buteur (17 buts).
Le 31 mars 2021, Odsonne Édouard devient le meilleur buteur de l’histoire des Bleuets avec 17 buts (en treize sélections). Il dépasse auparavant le record de Peguy Luyindula et ses 16 buts en Espoirs.

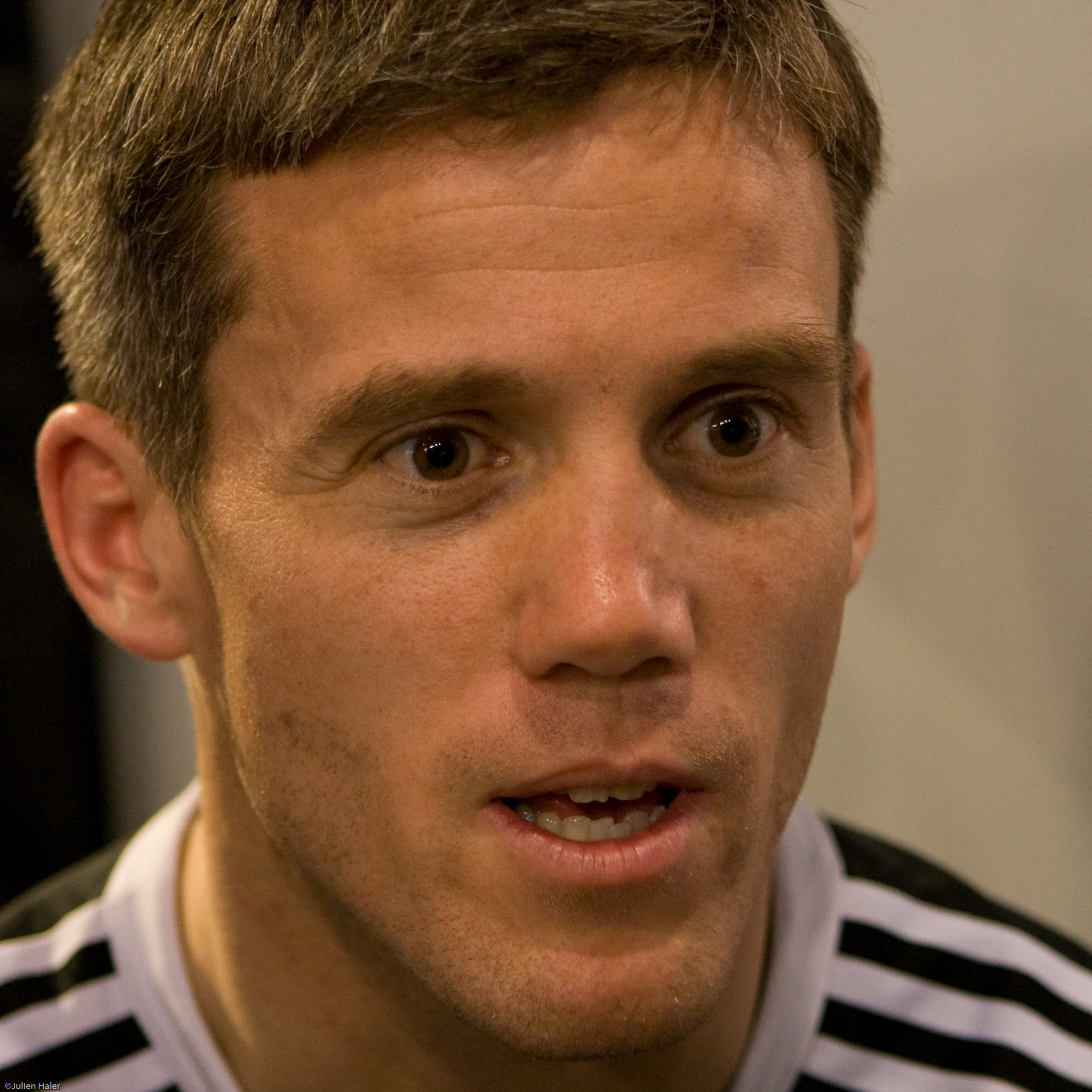
Mickaël Landreau, recordman de sélections.
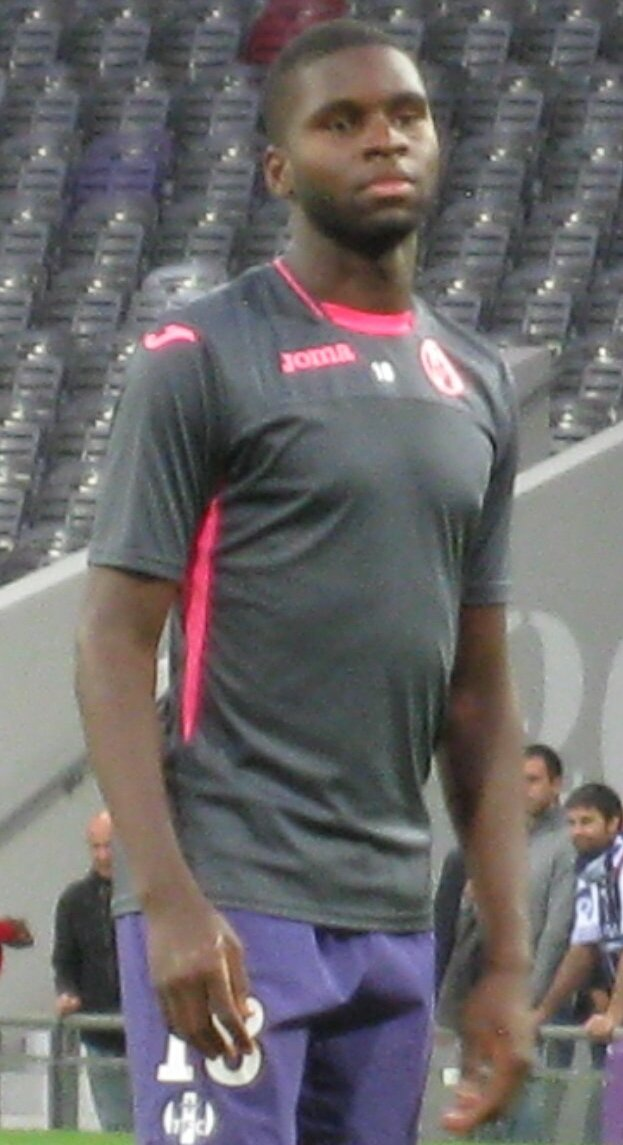
Odsonne Édouard, meilleur buteur.

### Effectif actuel

#### Appelés récemment
Les joueurs suivants ne font pas partie du dernier groupe appelé mais ont été retenus en équipe espoirs lors des 12 derniers mois.
Les joueurs qui comportent le signe  sont blessés ou malades au moment de la dernière convocation.
| .Pos. | Nom               | Date de naissance | Sél.. | Buts | Club                   | Dernier appel                            |
| ----- | ----------------- | ----------------- | ----- | ---- | ---------------------- | ---------------------------------------- |
| G     | Ewen Jaouen       | 29 décembre 2005  | 0     | 0    | USL Dunkerque          | vs Slovaquie, 24 mars 2025               |
| G     | Robin Risser      | 2 décembre 2004   | 1     | 0    | Red Star FC            | vs Euro Espoirs 2025, 21 mai 2025        |
|       |                   |                   |       |      |                        |                                          |
|       |                   |                   |       |      |                        |                                          |
| D     | Jeanuël Belocian  | 17 février 2005   | 5     | 0    | Bayer Leverkusen       | vs Autriche, 15 octobre 2024             |
| D     | Maxime Estève     | 26 mai 2002       | 2     | 0    | Burnley FC             | vs Autriche, 15 octobre 2024             |
| D     | Malo Gusto        | 19 mai 2003       | 10    | 1    | Chelsea FC             | vs Chypre, 11 octobre 2024               |
| D     | Jérémy Jacquet    | 15 juillet 2005   | 2     | 0    | Stade rennais FC       | vs Euro Espoirs 2025, 21 mai 2025        |
| D     | Tanguy Kouassi    | 7 juin 2002       | 3     | 2    | Séville FC             | vs Autriche, 15 octobre 2024             |
| D     | Kassoum Ouattara  | 14 octobre 2004   | 3     | 0    | AS Monaco              | vs Allemagne, 19 novembre 2024           |
|       |                   |                   |       |      |                        |                                          |
| M     | Maghnes Akliouche | 25 février 2002   | 12    | 3    | AS Monaco              | vs Slovaquie, 24 mars 2025               |
| M     | Dilane Bakwa      | 26 août 2002      | 6     | 0    | RC Strasbourg Alsace   | vs Euro Espoirs 2025, 21 mai 2025        |
| M     | Ayyoub Bouaddi    | 2 octobre 2007    | 4     | 0    | LOSC Lille             | vs Euro Espoirs 2025, 21 mai 2025        |
| M     | Rayan Cherki      | 17 août 2003      | 23    | 13   | Olympique lyonnais     | vs Angleterre, 21 mars 2025              |
| M     | Mathys Detourbet  | 29 avril 2007     | 0     | 0    | ESTAC Troyes           | vs Euro Espoirs 2025, 21 mai 2025        |
| M     | Enzo Millot       | 17 juillet 2002   | 6     | 0    | VfB Stuttgart          | vs Euro Espoirs 2025, 21 mai 2025        |
| M     | Lesley Ugochukwu  | 26 mars 2004      | 6     | 0    | Southampton FC         | vs Bosnie-Herzégovine, 10 septembre 2024 |
|       |                   |                   |       |      |                        |                                          |
| A     | Saïmon Bouabré    | 1er juin 2006     | 0     | 0    | AS Monaco              | vs Euro Espoirs 2025, 21 mai 2025        |
| A     | Hugo Etitike      | 20 juin 2002      | 5     | 5    | Eintracht Francfort    | vs Euro Espoirs 2025, 21 mai 2025        |
| A     | Désiré Doué       | 3 juin 2005       | 4     | 1    | Paris Saint-Germain    | vs Allemagne, 19 novembre 2024           |
| A     | Tidiam Gomis      | 8 août 2006       | 0     | 0    | RB Leipzig             | vs Euro Espoirs 2025, 21 mai 2025        |
| A     | Arnaud Kalimuendo | 20 janvier 2002   | 33    | 11   | Stade rennais FC       | vs Euro Espoirs 2025, 21 mai 2025        |
| A     | Eli Junior Kroupi | 23 juin 2006      | 0     | 0    | FC Lorient             | vs Euro Espoirs 2025, 21 mai 2025        |
| A     | Georginio Rutter  | 20 avril 2002     | 7     | 0    | Brighton & Hove Albion | vs Bosnie-Herzégovine, 10 septembre 2024 |
| A     | Alan Virginius    | 1er janvier 2005  | 0     | 0    | BSC Young Boys         | vs Autriche, 15 octobre 2024             |